# Medalistki mistrzostw Polski seniorów w siedmioboju
Medalistki mistrzostw Polski seniorów w siedmioboju – zdobywczynie medali seniorskich mistrzostw Polski w konkurencji siedmioboju.
Siedmiobój kobiet składa się z następujących konkurencji: bieg na 100 metrów przez płotki, skok wzwyż, pchnięcie kulą, bieg na 200 metrów (dzień 1), skok w dal, rzut oszczepem i bieg na 800 metrów (dzień 2). Zastąpił rozgrywany wcześniej pięciobój, który był rozgrywany podczas jednego dnia. Po raz pierwszy mistrzostwa Polski w siedmioboju odbyły się w 1979 w Zabrzu, w tym samym roku, w którym rozegrano ostatnie mistrzostwa w pięcioboju (w Poznaniu). Pierwszą w historii mistrzynią Polski została zawodniczka warszawskiej Gwardii Małgorzata Guzowska (później Nowak), która uzyskała wynik 5276 punktów.
Najwięcej medali mistrzostw Polski (po dziesięć) zdobyły Małgorzata Lisowska i Urszula Włodarczyk, która również wywalczyła najwięcej złotych  medali (siedem).
Aktualny rekord mistrzostw Polski seniorów w siedmioboju wynosi 6494 punkty i został ustanowiony przez Kamilę Chudzik podczas mistrzostw w 2008 w Zielonej Górze.
Mistrzostwa w siedmioboju często są rozgrywane w innym miejscu i terminie, niż zasadnicze mistrzostwa Polski w danym roku.

## Medalistki
| NR - rekord kraju \| PB – rekord życiowy \| SB – najlepszy wynik w sezonie \| NL – najlepszy wynik w polskich tabelach w sezonie |

| Mistrzostwa       | 1. miejsce                                   | Rezultat    | 2. miejsce                                   | Rezultat    | 3. miejsce                                 | Rezultat    |
| 1922-1978         | nie rozgrywano                               |             |                                              |             |                                            |             |
| Zabrze 1979       | Małgorzata Guzowska Gwardia Warszawa         | 5276        | Janina Wawrzak Budowlani Szczecin            | 4865        | Grażyna Borowiecka Gwardia Warszawa        | 4794        |
| Łódź 1980         | Małgorzata Guzowska Gwardia Warszawa         | 5829        | Beata Zdanowska Hutnik Kraków                | 5289        | Anna Bubała Górnik Zabrze                  | 5238        |
| Sopot 1981        | Małgorzata Guzowska Gwardia Warszawa         | 6199 NR     | Lidia Kańtoch Chemik Kędzierzyn              | 5722        | Anna Bubała Górnik Zabrze                  | 5648        |
| Lublin 1982       | Małgorzata Guzowska Gwardia Warszawa         | 6346 NR     | Lidia Kańtoch Chemik Kędzierzyn              | 5778        | Bożena Sadowska AZS Katowice               | 5647        |
| Bydgoszcz 1983    | Małgorzata Nowak Gwardia Warszawa            | 5862        | Lidia Kańtoch Chemik Kędzierzyn              | 5762        | Małgorzata Lisowska AZS Warszawa           | 5711        |
| Lublin 1984       | Małgorzata Nowak Gwardia Warszawa            | 6256        | Lidia Bierka Gryf Słupsk                     | 5803        | Małgorzata Lisowska AZS Warszawa           | 5528        |
| Zabrze 1985       | Lidia Bierka Gryf Słupsk                     | 5778        | Lidia Kańtoch Chemik Kędzierzyn              | 5560        | Małgorzata Lisowska AZS Warszawa           | 5492        |
| Grudziądz 1986    | Lidia Bierka Gryf Słupsk                     | 5913        | Małgorzata Lisowska Górnik Wałbrzych         | 5694        | Urszula Włodarczyk AZS Wrocław             | 5683        |
| Słupsk 1987       | Małgorzata Lisowska Górnik Wałbrzych         | 5979        | Urszula Włodarczyk AZS Wrocław               | 5831        | Ewa Prusak Gryf Słupsk                     | 5461        |
| Grudziądz 1988    | Urszula Włodarczyk AZS Wrocław               | 5775        | Małgorzata Lisowska Górnik Wałbrzych         | 5546        | Ewa Prusak Gryf Słupsk                     | 5420        |
| Kraków 1989       | Lidia Frank Gryf Słupsk                      | 5651        | Urszula Włodarczyk AZS-AWF Wrocław           | 5628        | Małgorzata Lisowska Górnik Wałbrzych       | 5323        |
| Piła 1990         | Urszula Włodarczyk AZS-AWF Wrocław           | 6021        | Małgorzata Lisowska Górnik Wałbrzych         | 5439        | Małgorzata Leśniewicz Lechia Gdańsk        | 5281        |
| Kielce 1991       | Urszula Włodarczyk AZS-AWF Wrocław           | 6374        | Maria Kamrowska AZS-AWF Gdańsk               | 6019        | Małgorzata Lisowska Górnik Wałbrzych       | 5883        |
| Warszawa 1992     | Urszula Włodarczyk AZS-AWF Wrocław           | 6407        | Maria Kamrowska AZS-AWF Gdańsk               | 6192        | Małgorzata Lisowska Górnik Wałbrzych       | 5619        |
| Kielce 1993       | Urszula Włodarczyk AZS-AWF Wrocław           | 5793        | Elżbieta Lasota Śląsk Wrocław                | 5426        | Bożena Bogucka Śląsk Wrocław               | 5188        |
| Zielona Góra 1994 | Elżbieta Rączka UNTS Warszawa                | 5133        | Izabela Wojszko AZS-AWF Warszawa             | 5034        | Katarzyna Dobija AZS-AWF Kraków            | 4875        |
| Kielce 1995       | Bożena Bogucka Śląsk Wrocław                 | 5411        | Izabela Wojszko AZS-AWF Warszawa             | 5368        | Katarzyna Dobija AZS-AWF Kraków            | 5227        |
| Kielce 1996       | Urszula Włodarczyk AZS-AWF Wrocław           | 6132        | Maria Kamrowska-Nowak AZS-AWF Gdańsk         | 5941        | Elżbieta Rączka UNTS Warszawa              | 5741        |
| Poznań 1997       | Urszula Włodarczyk AZS-AWF Wrocław           | 5776        | Elżbieta Rączka UNTS Warszawa                | 5539        | Izabela Wójtowicz Wisła Puławy             | 5287        |
| Poznań 1998       | Elżbieta Rączka UNTS Warszawa                | 5299        | Magdalena Szczepańska Lubtour Zielona Góra   | 5072        | Renata Olszewska AZS-AWF Biała Podlaska    | 5040        |
| Kraków 1999       | Elżbieta Rączka Warszawianka                 | 5800        | Izabela Obłękowska Skra Warszawa             | 5586        | Magdalena Szczepańska Lubtour Zielona Góra | 5583        |
| Kraków 2000       | Elżbieta Rączka Warszawianka                 | 5801        | Izabela Obłękowska Skra Warszawa             | 5706        | Magdalena Szczepańska AZS-AWF Wrocław      | 5563        |
| Siedlce 2001      | Izabela Obłękowska Skra Warszawa             | 5873        | Joanna Grzesiak Lechia Gdańsk                | 5695        | Elżbieta Rączka Warszawianka               | 5524        |
| Szczecin 2002     | Magdalena Szczepańska AZS-AWF Gdańsk         | 5995        | Agnieszka Falasa AZS-AWF Katowice            | 5818        | Joanna Grzesiak AZS-AWF Gdańsk             | 5649        |
| Siedlce 2003      | Magdalena Szczepańska AZS-AWF Gdańsk         | 6001        | Joanna Grzesiak AZS-AWF Gdańsk               | 5671        | Elżbieta Rączka Warszawianka               | 5433        |
| Szczecin 2004     | Magdalena Szczepańska AZS-AWF Gdańsk         | 6079        | Ewa Nowakowska AZS-AWF Wrocław               | 5959        | Joanna Grzesiak AZS-AWFiS Gdańsk           | 5930        |
| Kielce 2005       | Magdalena Szczepańska AZS-AWFiS Gdańsk       | 6090        | Karolina Tymińska AZS-AWFiS Gdańsk           | 6026        | Joanna Grzesiak AZS-AWFiS Gdańsk           | 5982        |
| Bogatynia 2006    | Karolina Tymińska AZS-AWFiS Gdańsk           | 6037        | Ewa Nowakowska AZS-AWFiS Gdańsk              | 5320        | Kamila Chudzik AZS-AWFiS Gdańsk            | 5315        |
| Toruń 2007        | Karolina Tymińska AZS-AWFiS Gdańsk           | 6200        | Kamila Chudzik AZS-AWFiS Gdańsk              | 6034        | Magdalena Szczepańska AZS-AWFiS Gdańsk     | 5713        |
| Zielona Góra 2008 | Kamila Chudzik AZS-AWFiS Gdańsk              | 6494        | Elżbieta Druzd AZS-AWF Warszawa              | 5310        | Karolina Szablewska RKS Łódź               | 5112        |
| Piła 2009         | Kamila Chudzik AZS-AWFiS Gdańsk              | 6155        | Małgorzata Reszka Zawisza Bydgoszcz          | 5205        | Patrycja Marciniak AZS-AWFiS Gdańsk        | 5156        |
| Opole 2010        | Izabela Mikołajczyk WLKS Wrocław             | 5305        | Karolina Kędzia AZS-AWF Wrocław              | 5267        | Zofia Blicharska AZS-AWF Warszawa          | 5192        |
| Toruń 2011        | Karolina Tymińska SKLA Sopot                 | 6206        | Karolina Kędzia AZS-AWF Wrocław              | 5567        | Izabela Mikołajczyk WLKS Wrocław           | 5435        |
| Białogard 2012    | Izabela Mikołajczyk Śląsk Wrocław            | 5968 PB     | Agnieszka Borowska Zantyr Sztum              | 5505 PB     | Karolina Kędzia AZS-AWF Wrocław            | 5485 SB     |
| Toruń 2013        | Agnieszka Borowska Zantyr Sztum              | 5481        | Karolina Kędzia AZS-AWF Wrocław              | 5401        | Edyta Kulmaczewska Misiaczki Pruszków      | 5182        |
| Zgorzelec 2014    | Agnieszka Borowska Zantyr Sztum              | 5471        | Edyta Kulmaczewska Misiaczki Pruszków        | 5256 PB     | Marlena Maj AZS-AWF Warszawa               | 5231 PB     |
| Kraków 2015       | Izabela Mikołajczyk Warszawianka             | 5823        | Magdalena Sochoń Warszawianka                | 5696 PB     | Klaudia Muchlada AZS-AWFiS Gdańsk          | 5266 PB     |
| Warszawa 2016     | Izabela Mikołajczyk Warszawianka             | 5720        | Paulina Ligarska SKLA Sopot                  | 5099        | Patrycja Skórzewska AZS-AWF Wrocław        | 5091        |
| Kraków 2017       | Izabela Mikołajczyk KS Warszawianka Warszawa | 5895        | Paulina Ligarska SKLA Sopot                  | 5473 PB     | Marika Marlicka AZS-AWF Warszawa           | 5264 PB     |
| Suwałki 2018      | Paulina Ligarska SKLA Sopot                  | 5845 PB     | Izabela Mikołajczyk KS Warszawianka Warszawa | 5556        | Wiktoria Zezula Zawisza Bydgoszcz          | 5069 PB     |
| Kraków 2019       | Adrianna Sułek Zawisza Bydgoszcz             | 6171 PB     | Paulina Ligarska SKLA Sopot                  | 5638        | Patrycja Skórzewska KS AZS AWF Wrocław     | 5352        |
| Łódź 2020         | Paulina Ligarska SKLA Sopot                  | 5634        | Adrianna Sułek Zawisza Bydgoszcz             | 5537        | Barbara Kostrzewska UKS LA Basket Warszawa | 5044 PB     |
| Warszawa 2021     | Adrianna Sułek Zawisza Bydgoszcz             | 6240        | Paulina Ligarska SKLA Sopot                  | 6028 PB     | Julia Słocka AZS-AWF Warszawa              | 5889 PB     |
| Warszawa 2022     | Adrianna Sułek KS Brda Bydgoszcz             | 6423        | Paulina Ligarska SKLA Sopot                  | 6241 PB     | Edyta Bielska SKLA Sopot                   | 5945 PB     |
| Warszawa 2023     | Adrianna Sułek KS Brda Bydgoszcz             | 6152 pkt    | Edyta Bielska SKLA Sopot                     | 6062 pkt PB | Julia Słocka KS AZS AWF Warszawa           | 5884 pkt SB |
| Warszawa 2024     | Paulina Ligarska SKLA Sopot                  | 6098 pkt SB | Sophia Mulder OŚ AZS Poznań                  | 5788 pkt    | Edyta Bielska SKLA Sopot                   | 5692 pkt SB |

## Klasyfikacja medalowa
W historii mistrzostw Polski seniorów na podium tej imprezy stanęło w sumie 46 wieloboistek. Najwięcej medali – po 10 – wywalczyły Małgorzata Lisowska i Urszula Włodarczyk, a najwięcej złotych (7) – Urszula Włodarczyk. W tabeli kolorem wyróżniono zawodniczki, które wciąż są czynnymi lekkoatletkami.
| Lp.  | Zawodniczka           | Złoto | Srebro | Brąz | Razem |
| 1.   | Urszula Włodarczyk    | 7     | 2      | 1    | 10    |
| 2.   | Małgorzata Nowak      | 6     | 0      | 0    | 6     |
| 3.   | Izabela Mikołajczyk   | 5     | 1      | 1    | 7     |
| 4.   | Elżbieta Rączka       | 4     | 2      | 3    | 9     |
| 5.   | Magdalena Szczepańska | 4     | 1      | 3    | 8     |
| 6.   | Adrianna Sułek        | 4     | 1      | 0    | 5     |
| 7.   | Paulina Ligarska      | 3     | 5      | 0    | 8     |
| 8.   | Lidia Bierka          | 3     | 1      | 0    | 4     |
| 8.   | Karolina Tymińska     | 3     | 1      | 0    | 4     |
| 10.  | Kamila Chudzik        | 2     | 1      | 1    | 4     |
| 111. | Agnieszka Borowska    | 2     | 1      | 0    | 3     |
| 12.  | Izabela Obłękowska    | 1     | 4      | 0    | 5     |
| 13.  | Małgorzata Lisowska   | 1     | 3      | 6    | 10    |
| 14.  | Bożena Bogucka        | 1     | 0      | 1    | 2     |
| 15.  | Lidia Kańtoch         | 0     | 4      | 0    | 4     |
| 16.  | Karolina Kędzia       | 0     | 3      | 1    | 4     |
| 17.  | Maria Kamrowska       | 0     | 3      | 0    | 3     |
| 18.  | Joanna Grzesiak       | 0     | 2      | 3    | 5     |
| 19.  | Ewa Nowakowska        | 0     | 2      | 0    | 2     |
| 20.  | Edyta Bielska         | 0     | 1      | 2    | 3     |
| 21.  | Edyta Kulmaczewska    | 0     | 1      | 1    | 2     |
| 22.  | Elżbieta Druzd        | 0     | 1      | 0    | 1     |
| 22.  | Agnieszka Falasa      | 0     | 1      | 0    | 1     |
| 22.  | Sophia Mulder         | 0     | 1      | 0    | 1     |
| 22.  | Małgorzata Reszka     | 0     | 1      | 0    | 1     |
| 22.  | Magdalena Sochoń      | 0     | 1      | 0    | 1     |
| 22.  | Janina Wawrzak        | 0     | 1      | 0    | 1     |
| 22.  | Beata Zdanowska       | 0     | 1      | 0    | 1     |
| 29.  | Anna Bubała           | 0     | 0      | 2    | 2     |
| 29.  | Katarzyna Dobija      | 0     | 0      | 2    | 2     |
| 29.  | Ewa Prusak            | 0     | 0      | 2    | 2     |
| 29.  | Patrycja Skórzewska   | 0     | 0      | 2    | 2     |
| 29.  | Julia Słocka          | 0     | 0      | 2    | 2     |
| 34.  | Zofia Blicharska      | 0     | 0      | 1    | 1     |
| 34.  | Grażyna Borowiecka    | 0     | 0      | 1    | 1     |
| 34.  | Barbara Kostrzewska   | 0     | 0      | 1    | 1     |
| 34.  | Małgorzata Leśniewicz | 0     | 0      | 1    | 1     |
| 34.  | Marlena Maj           | 0     | 0      | 1    | 1     |
| 34.  | Patrycja Marciniak    | 0     | 0      | 1    | 1     |
| 34.  | Marika Marlicka       | 0     | 0      | 1    | 1     |
| 34.  | Klaudia Muchlada      | 0     | 0      | 1    | 1     |
| 34.  | Renata Olszewska      | 0     | 0      | 1    | 1     |
| 34.  | Bożena Sadowska       | 0     | 0      | 1    | 1     |
| 34.  | Karolina Szablewska   | 0     | 0      | 1    | 1     |
| 34.  | Izabela Wójtowicz     | 0     | 0      | 1    | 1     |
| 34.  | Wiktoria Zezula       | 0     | 0      | 1    | 1     |

## Zmiany nazwisk
Niektóre zawodniczki w trakcie kariery lekkoatletycznej zmieniały nazwiska. Poniżej podane są najpierw nazwiska panieńskie, a następnie po mężu:
Lidia Bierka → Lidia Frank
Małgorzata Guzowska → Małgorzata Nowak
Elżbieta Lasota → Elżbieta Rączka
Adrianna Sułek → Adrianna Sułek-Schubert
Izabela Wojszko → Izabela Obłękowska